# Jaime de Bonilla
Jaime de Bonilla (* 20. März 2003 in Murcia) ist ein spanischer Eishockeyspieler, der seit 2022 in der Hockeytrean, der fünften schwedischen Spielklasse, beim Göteborgs IK spielt.

## Karriere
Jaime de Bonilla begann seine Karriere als Eishockeyspieler in der Okanagan Hockey Academy im österreichischen St. Pölten. Dort spielte er in der Erste Bank Juniors League und der ICE Young Stars League (bis 2020 Erste Bank Young Stars League), deren bester Vorbereiter er 2021 war. Als 18-Jähriger wechselte er nach Schweden zum Nässjö HC, bei dem er in der J20 Region und der viertklassigen Hockeytvåan der Herren spielte. 2022 wechselte er zum Göteborgs IK in die fünftklassige Hockeytrean.

### International
Für Spanien nahm de Bonilla im Juniorenbereich an den U20-Weltmeisterschaften der Division II 2020, 2022 und 2023, als er zum besten Verteidiger des Turniers und zum besten Spieler seiner Mannschaft gewählt wurde, teil.
Sein Debüt in der Herren-Nationalmannschaft gab er bei der Weltmeisterschaft der Division II 2022. Dort spielte er auch Weltmeisterschaft der Division II 2023, als er mit den Iberern erstmals seit dem Abstieg 2011 wieder in die Division I aufstieg. Zudem vertrat er seine Farben bei der Olympiaqualifikation für die Winterspiele in Mailand 2026.

## Erfolge und Auszeichnungen
- 2021 Bester Vorbereiter der ICE Young Stars League
- 2023 Bester Verteidiger bei der U20-Weltmeisterschaft der Division II, Gruppe A
- 2023 Aufstieg in die Division I, Gruppe B, bei der Weltmeisterschaft der Division II, Gruppe A